# Имбинский
Имбинский — посёлок в Кежемском районе Красноярского края, Россия. Центр Имбинского сельсовета, выделен в 1989 году из Ирбинского сельсовета.

## География
Имбинский находится в равнинной местности.
Дорога, организующая въезд машин в Имбинский связана с региональной трассой 04К-007 (47 км).

## Население
| 2002 | 2010 | 2012 | 2013 | 2014 | 2015 | 2016 |
| ---- | ---- | ---- | ---- | ---- | ---- | ---- |
| 766  | ↘727 | ↘672 | ↘638 | ↘605 | ↘600 | ↗604 |
| 2017 |      |      |      |      |      |      |
| ↘603 |      |      |      |      |      |      |

## Именованные улицы
В посёлке Имбинском есть 4 именованные улицы:
1. Мира улица
2. Кедровая улица
3. Есенина улица
4. Пихтовая улица
5. Лесная улица
6. Придорожная улица
7. Гаражная улица

А также — своя школа (Школа № 1) и своя Церковь (Великомученика и целителя Пантелеимона).